# Mitsuru Sato
Mitsuru Sato –en japonés: 佐藤満, Satō Mitsuru– (Hachirogata, 21 de diciembre de 1961) es un deportista japonés que compitió en lucha libre.
Participó en dos Juegos Olímpicos de Verano, obteniendo la medalla de oro en Seúl 1988, en la categoría de 52 kg, y el sexto lugar en Barcelona 1992. En los Juegos Asiáticos de 1986 consiguió la medalla de oro en la misma categoría. 
Ganó tres medallas en el Campeonato Mundial de Lucha entre los años 1985 y 1987.

## Palmarés internacional
| Juegos Olímpicos   | Juegos Olímpicos           | Juegos Olímpicos  | Juegos Olímpicos |
| Año                | Lugar                      | Medalla           | Categoría        |
| ------------------ | -------------------------- | ----------------- | ---------------- |
| 1988               | Seúl (Corea del Sur)       | Medalla de oro    | 52 kg            |
| Campeonato Mundial |                            |                   |                  |
| Año                | Lugar                      | Medalla           | Categoría        |
| 1985               | Budapest (Hungría)         | Medalla de bronce | 52 kg            |
| 1986               | Budapest (Hungría)         | Medalla de plata  | 52 kg            |
| 1987               | Clermont-Ferrand (Francia) | Medalla de bronce | 52 kg            |
| Juegos Asiáticos   |                            |                   |                  |
| Año                | Lugar                      | Medalla           | Categoría        |
| 1986               | Seúl (Corea del Sur)       | Medalla de oro    | 52 kg            |